# Smalstranda
Der Smalstranda (norwegisch für Schmaler Strand) ist ein 700 m langer und sehr schmaler Sandstrand an der Morgenstierne-Küste im Norden der subantarktischen Bouvetinsel im Südatlantik. Er liegt westlich des Kap Valdivia.
Wissenschaftler des Norwegischen Polarinstituts benannten ihn 1981.